# Максимилиан Гундакар фон Траутмансдорф
Максимилиан Гундакар фон Траутмансдорф (на немски: Maximilian Gundakar von Trauttmansdorff; * 12 февруари 1718; † 9 април 1764) е граф от австрийския род Траутмансдорф.

## Произход
Той е син на граф Ернст Зигмунд фон Траутмансдорф (1694 – 1762) и съпругата му Мария Анна (Антония) фон Щархемберг (1695 – 1768), дъщеря на граф Гундакар Томас фон Щархемберг (1663 – 1745) и първата му съпруга графиня Мария Беатрикс Франциска фон Даун (1665 – 1701).

## Фамилия
Максимилиан Гундакар се жени на 3 февруари 1743 г. за графиня Мария Розалия фон Заурау (* 28 февруари 1726; † 27 юли 1733). Te имат две дъщери и син:
- Алойзия (* 1751), манастирска дама в Инсбрук
- Вайкхард Конрад (* 26 ноември 1754; † 1828), женен за графиня Антония Зцлуха де Иклат
- Мария Розалия (* 31 декември 1759), омъжена за фрайхер Йохан Баптист фон Басанд-Войо